# Chiesa di Nostra Signora Assunta (Grondona)
La chiesa di Nostra Signora Assunta è la parrocchiale di Grondona, in provincia di Alessandria e diocesi di Tortona; fa parte del vicariato di Arquata-Serravalle.

## Storia
Anticamente a Grondona sorgeva un oratorio dedicato ai Santi Fabiano e Sebastiano, mentre il luogo di culto principale era rappresentato dalla pieve dell'Assunta, situata accanto al cimitero lungo la strada per Arquata.
Tra il 1865 e il 1878 venne costruita al posto della già menzionata cappelletta la nuova parrocchiale, disegnata dall'ingegner Gardella.
Nel 1970 la chiesa fu adeguata alle norme postconciliari mediante l'aggiunta dell'ambone e dell'altare rivolto verso l'assemblea e nel biennio 2015-16 si provvide a risanare il tetto.

## Descrizione

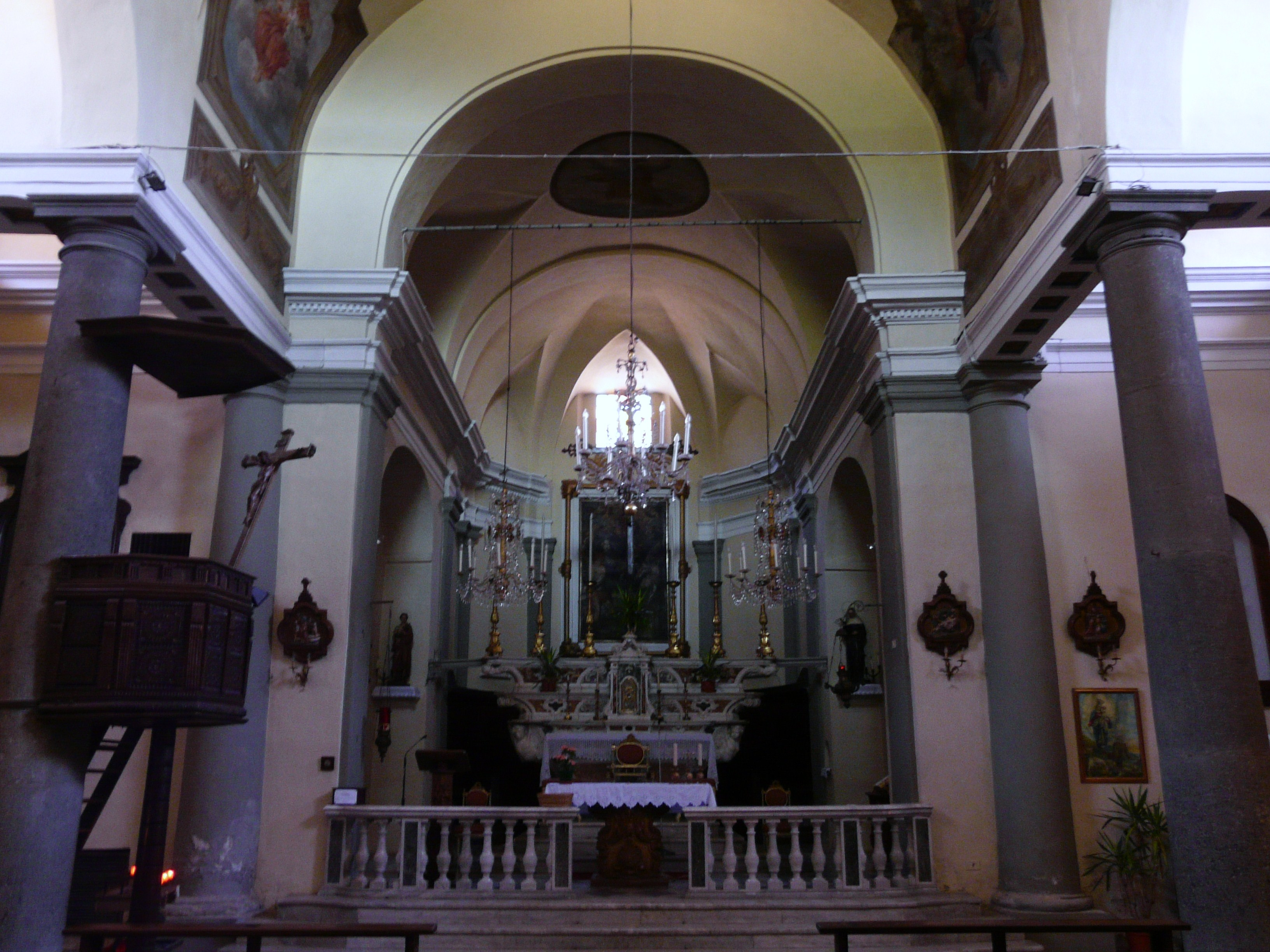
L'interno della chiesa

### Esterno
La facciata a salienti della chiesa, rivolta a nordovest, scandita da lesene e coronata dal timpano di forma triangolare, presenta al centro il portale maggiore, sormontato da un affresco e da una finestra semicircolare, mentre le due ali laterali sono caratterizzate dagli ingressi secondari e raccordate al corpo principale mediante delle volute.
Annesso alla parrocchiale è l'alto campanile a base quadrata, suddiviso in più registi da cornici marcapiano aggettanti; la cella presenta su ogni lato una monofora ed è coronata dalla guglia piramidale.

### Interno
L'interno dell'edificio, il cui pavimento è composto da quadrotte marmoree di colore bianco e grigio alternati, è suddiviso da colonne con capitelli dorici in tre navate, coperte da volte a botte e a vela; al termine dell'aula si sviluppa il presbiterio, rialzato di alcuni gradini, delimitato da balaustre e chiuso dall'abside poligonale.